# Jorge Pérez Valenzuela
Jorge Pérez Valenzuela (Santa Cruz de la Sierra, Bolivia; 14 de marzo de 1969) es un abogado, catedrático y político boliviano que ocupó el alto cargo Ministro de Gobierno de Bolivia por un lapso de tiempo de seis meses desde el 14 de julio de 2014 hasta el 23 de enero de 2015, durante el segundo gobierno del presidente Evo Morales Ayma. A su vez, Jorge Pérez Valenzuela fue también viceministro de Régimen Interior y Policía en dos ocasiones; la primera vez desde el 5 de marzo de 2012 hasta el 15 de julio de 2014 y la segunda vez desde el 26 de enero de 2015 hasta el 9 de septiembre de 2015.

## Biografía
Jorge Pérez nació el 14 de marzo de 1969 en la ciudad de Santa Cruz de la Sierra, Bolivia. Desde adolescente se empezó a formar en el partido, políticas e ideas del trotskismo. En 1990, a los 16 años fue secretario ejecutivo de Santa Cruz y miembro del comité central del Partido Obrero de Bolivia. Continuó con sus estudios superiores ingresando a la facultad de derecho de la Universidad Autónoma Gabriel René Moreno de la ciudad de Santa Cruz. Pérez se desempeñó como docente universitario en las áreas de relaciones internacionales, derecho diplomático consular, legislación agraria y comercial, introducción al derecho y derecho romano, además de tener un Magíster en derecho penal y derecho penal procesal.
Cuando Carlos Romero Bonifaz se desempeñó como ministro de autonomías, posesionó a Jorge Pérez como director departamental de autonomías en la ciudad de Santa Cruz en el año 2009.

## Viceministro de Bolivia
El 5 de marzo de 2012, el ministro de gobierno Carlos Romero Bonifaz, posesionó a Jorge Pérez como nuevo viceministro de régimen interior de Bolivia, reemplazando a Roberto Quiroz en el cargo.
El 10 de mayo de 2012, durante unas manifestaciones de protesta antigubernamental, el viceministro Jorge Pérez recibió el golpe de una piedra en la cabeza, sin mayores consecuencias.
Como Viceministro de Régimen Interior de Bolivia, fue el autor de muchas medidas de prevención para la seguridad ciudadana, entre ellas la entrega de helicópteros modelo Robinson R44 a la Policía boliviana para el patrullaje policial aéreo de la ciudad de Santa Cruz, la implementación de cámaras de seguridad en las principales calles y avenidas de las ciudades del eje troncal (La Paz, Cochabamba, Santa Cruz y El Alto) con el objetivo de bajar los índices de delincuencia y la puesta en marcha del plan de "colocación de GPS en los buses interdepartamentales" para controlar las velocidades que estos implantan en las carreteras de Bolivia y así evitar más accidentes de tránsito.

## Ministro de Bolivia
El 15 de julio de 2014, Pérez ocupó el cargo de Ministro de Gobierno de Bolivia tras la salida de Carlos Romero Bonifaz, ya que este último renunció al cargo para postularse a primer senador del departamento de Santa Cruz en las elecciones generales de Bolivia de 2014.
El 9 de agosto de 2014, el ministro Pérez halla junto con la Policía boliviana una de las más grandes fábricas de droga instaladas en Bolivia. En su interior se arrestaron a 12 personas de diferentes nacionalidades. Según los informes oficiales del ministerio, la droga encontrada provenía del Perú.
El 23 de enero de 2015, Jorge Pérez dejó el cargo de ministro de Gobierno de Bolivia, pero tres días después fue posesionado como viceministro de Régimen Interior del país por el nuevo ministro de gobierno Hugo Moldiz Mercado.
Debido a la fuga del empresario peruano Martín Belaunde, el ministro Hugo Moldiz renuncia al cargo ministerial. El presidente Evo Morales vuelve nuevamente a posesionar como ministro de gobierno de Bolivia al senador Carlos Romero Bonifaz, el cual ratifica nuvamente a Jorge Pérez en el cargo de viceministro de Régimen Interior. 
El 9 de septiembre de 2015, Pérez renunció al cargo de viceministro de Régimen Interior, aduciendo motivos personales. Fuentes extraoficiales señalan que Pérez renunció para dedicarse al juicio que la fiscalía boliviana le implicó por estar vinculado con la fuga del empresario peruano Martín Belaunde en mayo de 2015. En su cargo, le reemplazó el expresidente de la Cámara de Diputados Marcelo Elío Chávez.